# Лышега, Олег Богданович
Оле́г Богда́нович Лыше́га (укр. Оле́г Богда́нович Лише́га, 30 октября 1949, Тысменица — 17 декабря 2014, Киев) — украинский поэт и переводчик.

## Биография
Родился в учительской семье. С 1968 года учился во Львовском университете (английская филология), в 1972 году был отчислен за участие в неофициальном литературном кружке «Львовская богема», мобилизован в ряды советской армии. По возвращении работал на фабрике в Тысменице, техническим служащим в Киевском театральном институте. До 1988 года публиковался в самиздате. В 1998 году по стипендии Фулбрайта год прожил в США.

## Творчество
Автор двух книг стихотворений, оказавших влияние на украинскую поэзию двух последних десятилетий. Испытал воздействие старой китайской поэзии, философии дзэн-буддизма. Переводил Т. С. Элиота, Э. Паунда.

## Произведения
- Великий міст/ Большой мост (1989)
- The Selected Poems (1999)
- Снігові і вогню/ Снегу и огню (2002)
- Друже Лі Бо, брате Ду Фу…: проза (2010)

## Публикации на русском языке
- «Мы умрем не в Париже», Антология. М.: Изд. Содружество А. Богатых и Э. Ракитской, 2002.
- «Неизвестная Украина», Антология. М.: «Запасной Выход», 2005.
- «Украинские колдуны», М., «Октябрь», № 7, 2006
- Пустогаров А. Город. М.: Изд. Содружество А. Богатых и Э. Ракитской, 2007.

## Признание
Премия ПЕН-клуба 2000 года за книгу «Избранные стихотворения» (переводы на английский автора и Джеймса Бресфилда).